# Cnossos (geògraf)
Cnossos (en llatí Cnossus, en grec antic Κνωσσός) fou un autor grec d'una obra sobre la geografia d'Àsia titulat γεωγραφικά τῆς ασίας ("Geographika tes Asias"), que mencionen uns escolis a Apol·loni Rodi. El seu nom podria ser una corrupció. Vossius l'inclou al seu llibre De Historicis Græcis.